# Sammy Smith
Samantha „Sammy“ Smith (* 22. September 2005) ist eine US-amerikanische Skilangläuferin.

## Werdegang
Smith nahm im Januar 2022 in Soldier Hollow erstmals an der US Super Tour teil, wobei sie den zehnten Platz errang. Bei den Junioren-Skiweltmeisterschaften 2022 in Lygna wurde sie Elfte im 15-km-Massenstartrennen sowie jeweils Fünfte im Sprint und mit der Staffel. In der Saison 2022/23 erreichte sie in Sun Valley mit dem dritten Platz im 15-km-Massenstartrennen ihre erste Podestplatzierung bei der US Super Tour und nahm in Drammen erstmals am Skilanglauf-Weltcup 2022/23 teil, wobei sie mit dem 36. Platz im Sprint ihre ersten Weltcuppunkte holte. Auch bei den folgenden Sprintrennen in Falun mit dem 27. Platz, in Tallinn mit dem 30. Rang und in Lahti mit dem 35. Platz kam sie erneut in die Punkteränge. Bei den Junioren-Skiweltmeisterschaften 2023 in Whistler belegte sie den neunten Platz im 20-km-Massenstartrennen, den achten Rang im Sprint und den sechsten Platz über 10 km Freistil. Nach drei Siegen bei der US Super Tour in Anchorage zu Beginn der Saison 2023/24, startete sie bei der Tour de Ski 2023/24, welche sie auf dem 26. Platz beendete.

## Siege bei Continental-Cup-Rennen
| Nr. | Datum             | Ort       | Disziplin        | Serie         |
| --- | ----------------- | --------- | ---------------- | ------------- |
| 1.  | 12. Dezember 2023 | Anchorage | Sprint Freistil  | US Super Tour |
| 2.  | 13. Dezember 2023 | Anchorage | 10 km klassisch  | US Super Tour |
| 3.  | 16. Dezember 2023 | Anchorage | Sprint klassisch | US Super Tour |